# Корабль дураков (фонтан)
Фонтан «Корабль дураков» (нем. Narrenschiffbrunnen) — фонтан в Нюрнберге (1988). Работа скульптора Юргена Вебера по мотивам произведений Альбрехта Дюрера и Себастьяна Бранта.

## История
Скульптурная группа фонтана была создана в 1984—1987 годы, была отлита в двух экземплярах в художественно-литейной мастерской имени Ленца. Первый экземпляр был установлен в городе Хамельне. Второй был показан в 1987 году на художественной выставке в Нюрнберге. Меценат Курт Клютентретер (1910—2000) приобрёл скульптуру Вебера, и в 1988 году она была установлена на (безымянной) площади между Музеумбрюкке, Шпитальгассе и Плобенхофгассе, но корабль «не был спущен на воду». Скульптура вызвала неоднозначную реакцию общественности и подверглась критике за свой «необарочный» характер. Такой же критике подвергся другой фонтан Вебера- по творчеству Ганса Сакса «Брачная карусель», который был установлен перед Белой башней в 1984 году.

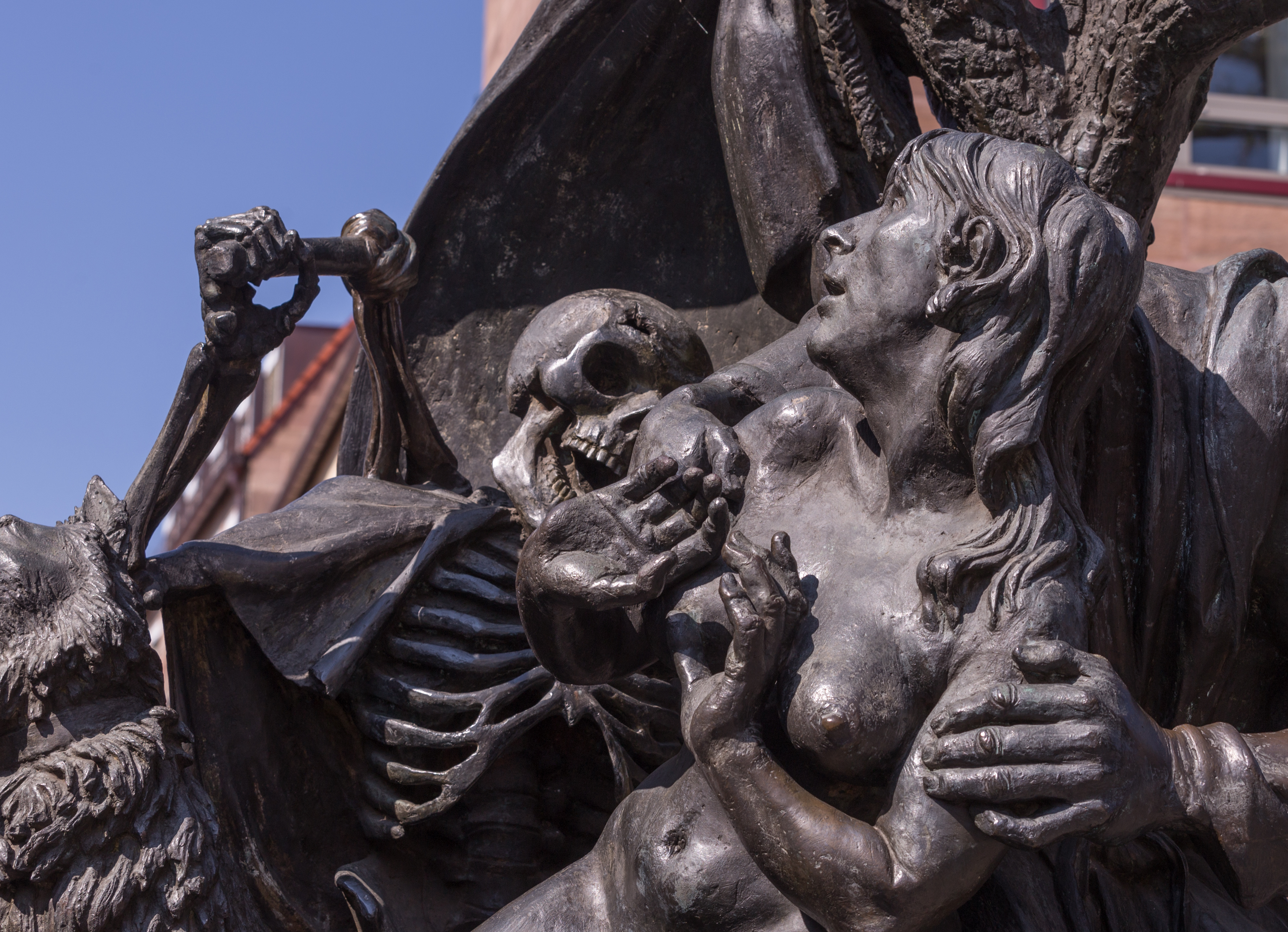
Корабль дураков. Фонтан в Нюрнберге. 1988 год

В 1990 году были попытки завершить скульптуру как фонтан в соответствии с замыслом художника («корабль переполнился бы, как чаша фонтана, и вода хлынула бы из фигур галеона, вороны и бокала для вина»). Клютентретер согласился взять на себя расходы в 300 000 немецких марок на более высокий конус-основание, бассейн с твердым покрытием и водоснабжение. Комитет по культуре городского совета отказался от переговоров с Консультативным советом изящных искусств о финансировании и завершении строительства фонтана. Скульптура фонтана Вебера до сих пор стоит на тротуаре в пешеходной зоне без бассейна.

## Описание
Скульптура фонтана создана по живописным изображениям гравюр Альбрехта Дюрера для сатиристического произведения Себастьяна Бранта «Корабль дураков» («Das Narrenschiff») (1497 г.). Бронзовая скульптура высотой 3,60 м изображает лодку как метафору мира, находящегося под угрозой исчезновения. Типичные для Вебера выразительно вылепленные фигуры показывают изгнание Адама и Евы из рая, Адама и его сына Каина-убийцу в детстве, аллегорию насилия и другие сцены из книги Бранта. Два баннера, окружающие фонтан, предстают как призыв против разрушения окружающей среды, войны и насилия.